# 俄羅斯吞併烏克蘭四州
2022年9月30日，俄罗斯在对乌克兰的入侵中併吞了乌克兰的四个州：卢甘斯克、顿涅茨克、扎波罗热和赫尔松。四个被吞并的地区占乌克兰领土的15%，吞并时它们都没有被俄罗斯完全控制。这次吞并是第二次世界大战以来欧洲最大规模的领土吞并，超过了2014年俄罗斯对克里米亚的吞并。俄罗斯吞并的领土使俄罗斯大陆和克里米亚间建立了陆地连接。
吞并发生前，俄罗斯当局在流失大量人口的俄占乌克兰领土上组织了吞并公投。签署仪式在莫斯科举行，俄占领土当局负责人列昂尼德·帕谢奇尼克、杰尼斯·普希林、叶夫根尼·巴利茨基、弗拉基米尔·萨尔多，以及俄罗斯总统弗拉基米尔·普京出席了仪式。
吞并没有得到国际社会的承认。乌克兰、欧盟、美国和联合国均表示，公投和吞并没有法律依据和效力。联合国大会經表決以壓倒性優勢通過一項決議，宣布俄羅斯是次所谓「公投」以及吞併領土行為依照國際法是非法和無效的。乌克兰总统弗拉基米尔·泽连斯基表示乌克兰将加速申请加入北大西洋公约组织作为回应；同時他簽署了一項法案，禁止烏克蘭政府與普京談判。

## 背景
黑海以北的地區人煙稀少，被稱為烏克蘭原野，在15世紀時，屬於克里米亞汗國主要部分，後來成為奧斯曼帝國的附庸。18世紀，經過多次俄土戰爭，與哥薩克酋長國以及奧斯曼帝國簽訂了條約後，俄羅斯帝國逐漸控制此地區。1764年，俄羅斯將此地稱為新俄羅斯。
烏克蘭四州源於俄羅斯帝國的葉卡捷琳諾斯拉夫省、赫爾松省、塔夫利省、哈爾科夫省以及頓河州。在蘇聯時期，隸屬於烏克蘭蘇維埃社會主義共和國。1991年烏克蘭獨立公投，四州高比例支持烏克蘭獨立（83至90%）。
2014年3月，俄羅斯聯邦併吞克里米亞並且受到聯合國大會譴責。4月，受到俄羅斯支持的烏克蘭親俄份子宣布頓涅茨克人民共和國和盧甘斯克人民共和國獨立。
2022年2月21日，俄羅斯正式承認頓涅茨克人民共和國和盧甘斯克人民共和國，並在三天后開始全面入侵烏克蘭，並在一週之內佔領了赫爾松州以及扎波羅熱州的部分領土。

## 公投与吞并
9月20日，顿涅茨克人民共和国、卢甘斯克人民共和国当局以及俄占赫尔松州和俄占扎波罗热州的行政当局宣布在9月23日至27日就加入俄罗斯进行全民投票。
9月27日，俄罗斯官员表示，扎波罗热州的入俄“公投”通过，93.11%的选民赞成加入俄罗斯联邦。
9月29日，据报道，俄罗斯将在第二天即9月30日正式吞并卢甘斯克、顿涅茨克、扎波罗热和赫尔松四个地区。
9月29日，普京簽署法令承认赫尔松州和扎波罗热州为独立国家。
9月30日，普京與四州親俄領導人簽署了入盟條約，但未明確被吞併領土的確切邊界，只表明吞併領土是“在俄羅斯聯邦接納之日”和“新組成實體形成之日”之時，尚由俄羅斯聯邦控制。
10月3日，普京的發言人德米特里佩斯科夫表示，俄羅斯將繼續與4州居民就邊界問題進行磋商。
10月3日，俄羅斯國家杜馬正式一致投票決定正式實施4州合併。
一些估计表明，重建被吞并的领土将花费俄罗斯1000至2000亿美元。克里姆林宫9月29日公布的国家预算显示，已拨出33亿卢布用于重建这些地区。
俄罗斯宣称吞并的领土面积超过9万平方公里，约占乌克兰领土面积的15%，大约相当于匈牙利或葡萄牙的总面积。

## 国际反应
联合国政治事务副秘书长罗斯玛丽·迪卡洛告诉安理会“旨在为通过武力获取另一国领土的企图披上合法性外衣的单方面行动，虽然声称代表人民意愿，按照国际法，不可能被视为合法。” 
联合国安全理事会于2022年9月30日举行会议，就谴责俄罗斯企图吞并乌克兰领土的决议进行表决，结果为10票赞成，1票反对，4票弃权。该决议因俄罗斯使用一票否决而失败。巴西、中国、加蓬和印度在表决中弃权。
联合国大会于10月12日以143个国家赞成的压倒性优势通过联合国大会第ES-11/4号决议，题为《乌克兰的领土完整：捍卫〈联合国宪章〉原则》，譴責俄羅斯企圖吞併烏克蘭的4個地區 ，並宣佈俄羅斯在烏克蘭部分地區的所谓「公投」以及吞併領土的行為，依照國際法是非法和無效的。决议草案表决结果除上述143票支持，還有5票反对（俄羅斯、敘利亞、尼加拉瓜、北韓和白俄羅斯），35票弃权（19個為非洲國家包括南非，其餘為中國、印度、巴基斯坦和古巴等）。

### 乌克兰的回应
2022年8月7日，乌克兰总统弗拉基米尔·泽连斯基表示，“如果占领者沿着假公投的道路前进，他们将为自己关闭与乌克兰和自由世界谈判的任何机会，而俄罗斯方面在某些时候显然会需要它”。吞并仪式后，泽连斯基说，“只要普京还是俄罗斯总统，乌克兰就不会与俄罗斯谈判”，并要求以“快速通道”加入北大西洋公约组织作为回应。